# 5791 Comello
5791 Comello este un asteroid din centura principală de asteroizi.

## Descriere
5791 Comello este un asteroid din centura principală de asteroizi. A fost descoperit pe 29 septembrie 1973 la Observatorul Palomar de Cornelis Johannes van Houten, Ingrid van Houten-Groeneveld și Tom Gehrels. Asteroidul prezintă o orbită caracterizată de o semiaxă mare de 2,89 ua, o excentricitate de 0,03 și o înclinație de 2,8° în raport cu ecliptica.